# A Lost mitológiája

## A számok
A számok (4 8 15 16 23 42) együtt és külön-külön is felbukkannak a sorozatban. A sziget rádióadója ezeket a számokat sugározta. Danielle Rousseau és kutatócsoportja azért kötött ki hajójával a szigeten, hogy utánajárjanak. Habár Rousseau – miután megölte beteg társait –  segélykérésre változtatta az adást, korábban más emberek is tudomást szereztek a számokról. Mint például Hurley, aki egy Leonard nevű férfitől hallotta őket a Santa Rosa klinikán. Felhasználta őket a lottón, és megnyerte a főnyereményt. Miután balszerencse egész sorát kellett elszenvednie, azt kezdte hinni, hogy a számok átkozottak. Az eredetük után való keresés Ausztráliába irányította őt. Itt megismerte Leonard egykori katonatársának özvegyét, akitől megtudta, hogy nem ő az egyetlen, akinek életét tönkretették a számok. A számok a szigeten is "elkísérik" Hurleyt. Felfedezi őket a bunker lejárójára vésve. A bunker belsejében is rájuk talál gyógyszeres üvegeken, és ezek képezik a Hattyú állomás kódját a számítógépen. A számok összege – 108 – fontos kapcsolatban áll a Dharma központtal.
A "Lost Experience" DHARMA-videója szerint a Valenzetti egyenlet alapját képezik, ami azt állítja, pontosan tudni lehet, mikor jön el a világvége.

## A szörny
A sziget egyik legnagyobb rejtélye a szörny. Máig nem lehet tudni, hogy valójában mi is az. Danielle Rousseau szerint a sziget védelmét hivatott megőrizni. Fekete füst alakja van, és belülről gépies, kerregő hangot ad ki: 
Már a zuhanás utáni éjszakán megjelenik ("Pilot"), amikor is a túlélők különös, rémisztő hangot hallanak a dzsungelből, és valami kidöntögeti a fákat a távolban. Másnap Jack, Kate, és Charlie közelebbről is megismerik a szörny erejét, amikor kiragadja a repülőgép pilótáját a vezetőfülkéből, majd szétroncsolt testét egy fán hagyja.
"A nagy túra" c. epizódban John Locke is szembekerül a szörnnyel, de az megkíméli az életét. John később azt mondja Jacknek, hogy "már szembenéztem a szigettel, és amit láttam, gyönyörű volt".
Az "Exodus" részeiben a szörny többször is megjelenik. Az első részben üldözőbe veszi dr. Arztot, majd másokat is menekülésre kényszerít. A harmadik részben ismét Locke-ra támad, és különös, kattogó hang kíséretében egy gödörhöz vonszolja. Kate utánadob egy dinamitot, így elengedi Johnt.
A "23. zsoltár"-ban Mr. Ekonak kell szembenézni vele. (Lásd a képeken!) Miközben Eko mozdulatlanul áll, és mereven rászegezi a tekintetét, a szörny emlékképeket villant fel Eko múltjából. Később, "Az élet ára" c. epizódban megöli Eko-t, mivel nem volt hajlandó meggyónni bűneit.
A "Hátrahagyva" képkockáin is látható lesz, mikor Julietet és Katet a Többiek elkábítják s kidobják őket a dzsungel közepébe. A két nőt összebilincselték egymással. Mikor már mindketten föleszméltek kattogó hangokat hallottak és utána fülsüketítő robajt. Nem kellett sokat várni, hogy felbukkanjon a szörny. Üldözőbe vette őket. Kate és Juliet bebújtak egy biztonságos helyre, bár a füst "rögzítette" a szőke nőt, most egy kis ideig biztonságban vannak.
A "Hátrahagyva" második felében, a kettő hátrahagyott (Juliet, Kate) kimerészkedik a rejtekhelyről. Üldözőjük hangját rögtön újra hallani. Kate a társát követve nekifut a Többiek kijáratát őrző hanghullámos védelmi kerítéshez. Juliet át akart menni, de akit hozzábilincseltek visszakozott. Juliet elővette a bilincs kulcsát (később kiderül hogy nem csak ebben hazudott), leválasztotta magáról a "terhet". Mivel a kerítés ki volt kapcsolva könnyen átmentek mindketten. Mikor a szörnyeteg megérkezett már a kerítést bekapcsolták. A füst nem tudott rajta átmenni ezért visszavonult.
A következő rész ahol újra megtekinthető "Az eljövendő dolgok". Kemy (a szigetre jött katonák vezetője) megöli Alexet. Ben mérges lesz bemegy egy titkos és elrejtett hieroglifákkal teli ajtón és miután visszajön (kormosan) azt mondja hogy: hamarosan itt lesz (a füst) és ha azt mondja hogy lehet menni akkor mindenki rohanjon a dzsungel felé. Nem sokkal ezután tényleg megjelenik és minden katonát szétmarcangol.
Az "Ez a hely a halál"-ban, az "időutazó" Jin rá talál az akkori Russóra. Először csak az expedíció egyik tagja tűnik el, de aztán elő is kerül holtan. Az után magával húz egy másik férfit is. A többiek rögtön segítettek neki, de a Füst makacsabb volt. Letépte áldozata karját, majd levitte a Többiek templomába. A többi kutató rögtön utánament, de Jin Russót nem engedte a baba miatt. Jin a véletlenszerű időugrások miatt eltűnt. Később kiderült hogy Russó társai azért őrültek meg mert lementek oda. Russó viszont Jin miatt maradt épeszű.
Napvilágot látott egy teória, miszerint a szörny alakváltásra is képes.
Egy másik napvilágot látott teória szerint, 2 szörny van. Az 1. évad 6. epizódjában Jack és Kate két követ talál a barlangoknál. Egy fehéret és egy feketét. A 3. évad 5. epizódjában Locke azt mondja Eko-nak, hogy már ő is látta a "szörnyet", egy halvány fényt.
A fehér füst (ha azzal találkozott) nem ölte meg Locke-t, de a fekete le akarta vinni a föld alá.

## Állatok
A túlélők a sziget éghajlatával nem összeegyeztethető, különös állatokkal szembesülnek. Rögtön az első epizódban ("Pilot"), rájuk támad egy jegesmedve. Később, Walt is szembekerül egy jegesmedvével, de Locke és Michael segítségével megmenekül. A "Hullámok hátán"-ban egy DHARMA-logóval megjelölt cápa támad a tutaj roncsain tengődő Michaelre, és Sawyerre. Kate és Sawyer egy lovat látnak a "Kate bűne" c. epizódban, ami különös szelídséggel közelít hozzájuk.

## Rejtélyes gyógyulások
John Locke saját magán tapasztalja meg a sziget gyógyító erejét: már hosszú ideje tolószékbe kényszerült, de a szigeten újra járni tud. Rose szintén a szigetnek köszönheti gyógyulását. Az orvosok halálos daganatot állapítottak meg nála, de a zuhanás után már nem érezte annak helyét. A "kuruzsló", akihez Bernard vitte, azt mondta neki, hogy egy mágneses tér talán segíthetne rajta. Lehetséges, hogy a Hattyú állomás fala mögötti mágnes segítette elő a gyógyulását?

## Ádám és Éva
Jack és Kate 2 holttestet találnak az egyik barlangban, mikor a darazsak elől menekülnek. Jack szerint 40-50 éve feküdhetnek itt holtan, és valószínűleg az egyik férfi, a másik nő. Találnak náluk egy kis vászontasakot, amiben egy fekete és egy fehér kavics található. John elkereszteli őket Ádámnak és Évának. Mint később kiderült, Jakob "édesanyja" és a fivére testét találták meg.

## Visszatérő elemek
A Lost c. tévésorozat számos visszatérő elemet tartalmaz, melyeknek általában nincs szerepük a történetben, viszont irodalmi vagy éppen filozófiai jelentést hordoznak.

### Fekete és fehér
A fekete és fehér szín együttes megjelenése az ellentétességet vagy a dualizmust (yin és yang) fejezi ki. Ez a motívum az egész sorozatot végigkíséri. Először a nyitóepizódban jelent meg, amikor Locke a backgammonról beszélt Walt-tal. Arcához emelt két játékkorongot, és azt mondta,  „Két játékos, két oldal – egy világos és egy sötét.”
A két szín gyakran a karakterek kettős személyiségét fejezi ki. Az "Idegenek karjában" című epizód nyitójelentében Claire-nek rémálma van, amiben Locke-nak az egyik szeme fekete, a másik fehér; egy asztalnál üldögél, s közben fekete és fehér kártyalapokkal játszik. Az "Isteni gépezet"-ben Sawyer a hyperópiája miatt egy szemüveget kénytelen viselni, ami egy fekete és egy fehér szemüvegből lett összeillesztve.
Máskor, a színek a karakterek közötti ellentétekre utalnak. Az "Összeomlás"-ban, Jack, a géptörzs, és Ana Lucia, a farokrész túlélőinek vezetője szembeállnak egymással a zárójelenetben; Jack fehér, Ana fekete ruhában van. "A nagy balhé" c. epizódban, Jack és Locke vitatkoznak egymással; egyikük fehér, másikuk fekete pólót visel.
Ilyen Jacob (Jacob az esetek többségében fehérben van, kivéve mikor Ilana-hoz megy) és a szigeten élő másik férfi (fekete ruhás) kapcsolata is, akik küzdenek egymással, és kis cselhez folyamodva akarják a másikat megölni.
A színek jelentése nem mindig egyértelmű. Az "A felkelő Nap háza" c. epizódban, Jack egy vászontasakot talál két mumifikálódott holttestnél, amiben egy fehér és egy fekete kő van.

### Szemek
A "szem" motívuma gyakran megjelenik a Lost-ban. A sorozat nyitóepizódja Jack kinyíló szemével veszi kezdetét. Hasonló képpel kezdődik az első és a második évad több epizódja; a kinyíló szem mindig azé a karakteré, akinek visszaemlékezései megjelennek az adott részben. Ugyanígy indul a második és a harmadik évad első epizódja is, méghozzá egy-egy vadonatúj szereplő szemével.